# Anslow
Anslow – wieś w Anglii, w hrabstwie Staffordshire, w dystrykcie East Staffordshire. Leży 29 km na wschód od miasta Stafford i 181 km na północny zachód od Londynu.